# Tor Svendsberget
Tor Svendsberget, né le 3 novembre 1947 à Aust-Torpa, est un biathlète norvégien, huit fois médaillé aux Championnats du monde, dont trois fois individuellement.

## Biographie
Double champion du monde junior, Tor Svendsberget est l'un des meilleurs biathlètes norvégiens des années 1970. Dès les Championnats du monde 1970, pour ses deuxièmes mondiaux, il décroche ses premières médailles d'argent sur l'individuel (derrière Alexandre Tikhonov) et le relais.
Aux Jeux olympiques d'hiver de 1972, il est quatrième du relais et huitième de l'individuel. Il continue sa moisson de médailles lors des deux années suivantes, remportant la médaille de bronze à l'individuel aux Championnats du monde 1973 et 1974.
Aux Jeux olympiques d'hiver de 1976, il est cinquième du relais et neuvième de l'individuel.
Pour ses adieux au niveau international en 1978, il gagne une médaille d'argent au relais des Championnats du monde à Hochfilzen.

## Palmarès

### Jeux olympiques d'hiver
| Épreuve / Édition | Individuel | Relais |
| ----------------- | ---------- | ------ |
| JO 1972 Sapporo   | 8e         | 4e     |
| JO 1976 Innsbruck | 9e         | 5e     |

### Championnats du monde
- Championnats du monde 1970 à Östersund (Suède) :
  -  Médaille d'argent à l'individuel.
  -  Médaille d'argent au relais 4 × 7,5 km.
- Championnats du monde 1971 à Hämeenlinna (Finlande) :
  -  Médaille d'argent au relais 4 × 7,5 km.
- Championnats du monde 1973 à Lake Placid (États-Unis) :
  -  Médaille d'argent au relais 4 × 7,5 km.
  -  Médaille de bronze à l'individuel.
- Championnats du monde 1974 à Minsk (Union soviétique) :
  -  Médaille de bronze à l'individuel.
  -  Médaille de bronze au relais 4 × 7,5 km.
- Championnats du monde 1978 à Hochfilzen (Autriche) :
  -  Médaille d'argent au relais 4 × 7,5 km.